# هفت جوش (أنغالي)
هفت جوش (بالفارسية: هفت‌جوش) هي قرية تقع في إيران في قسم أنغالي. يقدر عدد سكانها بـ 16 نسمة بحسب إحصاء 2016.